# Nordsee ist Mordsee
Der Jugendfilm Nordsee ist Mordsee ist ein deutsches Filmdrama aus dem Jahr 1976.

## Handlung
Der 14-jährige Uwe lebt mit seinen Eltern in einer Hochhaussiedlung in Hamburg-Wilhelmsburg. Sein Vater betrinkt sich regelmäßig und schlägt Uwe und auch die Mutter. Seinen Frust baut Uwe außerhalb seiner Familie ab, er ist Anführer einer Jugendbande. Gemeinsam mit den anderen Bandenmitgliedern terrorisiert er Mitschüler und andere Kinder. Eines ihrer Opfer ist dabei Dschingis, ein asiatischer Junge.
Uwe knackt zusammen mit seiner Bande einen Spielautomaten. Die Beute behält Uwe dabei für sich und will diese erst später aufteilen. Entgegen der Abmachung kauft er sich von dem Geld aber ein Springmesser. Auf dem Rückweg vom Geschäft entdeckt er Dschingis und beobachtet ihn heimlich. Dschingis hat sich, wie Uwe feststellt, ein Floß gebaut und lässt dieses zu Wasser. Als Uwe später wieder mit den anderen Jugendlichen zusammentrifft, fragen diese nach dem Geld. Uwe gibt an, dass sein Vater das Geld gefunden habe. Die Bandenmitglieder werden zwar misstrauisch, halten aber zunächst noch zu Uwe.
Am nächsten Tag kommt Dschingis wieder zu seinem Floß. Dabei stellt er fest, dass dieses zerstört wurde. Da taucht auch Uwe mit seiner Bande auf. Sie verhöhnen Dschingis erneut, der sie daraufhin wütend angreift. Es kommt zu einem Zweikampf zwischen Uwe und Dschingis, den Dschingis schließlich für sich entscheidet; die anderen laufen während des Kampfes davon. Dschingis zwingt Uwe daraufhin, ihm bei der Reparatur des Floßes zu helfen.
Am folgenden Tag trifft Uwe wieder mit seiner Bande zusammen. Diese distanziert sich von ihm, weil er das Geld aus dem Aufbruch des Spielautomaten noch nicht aufgeteilt hat und die Aktion mit Dschingis danebengegangen ist. Um seine Position wieder zu stärken, schneidet Uwe auf, dass er ein Auto fahren könne. Als kurz darauf vor einer nahegelegenen Bankfiliale ein Kunde seinen Wagen mit laufendem Motor an der Straße stehen lässt, setzt sich Uwe kurzentschlossen ans Steuer und fährt davon. Die folgende Spritztour dauert allerdings nicht sehr lange und er wird von der Polizei gefasst. Die Beamten übergeben Uwe an seinen Vater, der wieder getrunken hat, außer sich vor Wut ist und Uwe heftig verprügelt.
Am nächsten Tag sind die Spuren der Misshandlungen noch zu sehen und Uwe beschließt, die Schule zu schwänzen. Er spricht Dschingis an mit der Bitte, ihn in der Schule zu entschuldigen. Nach der Schule treffen sich die Jungen. Dschingis bietet Uwe an, dass dieser bei ihm Unterschlupf finden könne. Seine Mutter ist allerdings dagegen, weil sie es für illegal hält, ein Kind zu verstecken. Dschingis versteht das nicht und ist völlig verärgert. Gemeinsam beschließen die beiden, abzuhauen. Auf Dschingis’ Floß fahren sie aus Wilhelmsburg in Richtung Hamburger Hafen. Doch die selbst gebaute Konstruktion erweist sich als zu schwerfällig, und kurzentschlossen entwenden die beiden eine Jolle, mit der sie weiter die Unterelbe hinabsegeln. Nach einigen Stunden bemerkt Dschingis’ Mutter das Verschwinden ihres Sohnes und erstattet eine Vermisstenanzeige bei der Polizei. Uwes Vater erfährt erst durch die Polizei vom Verschwinden seines Sohnes.
Die Jugendlichen übernachten am Elbufer. Am nächsten Morgen stellen sie fest, dass sie sich in der Nähe eines Jugendgefängnisses – der JVA Hahnöfersand – befinden, und machen sich Gedanken darüber, dass die Gefangenen kaum älter als sie selbst sind. Sie fahren weiter elbabwärts, immer näher an deren Mündung in die Nordsee. Als ihnen ein Boot der Wasserschutzpolizei auf die Spur kommt, können sie durch einen seichten Schilfstreifen in die Nebenelbe entwischen. Sie verlassen ihr Boot und verstecken sich am Ufer. Nachts brechen sie in einen Kiosk ein, weil sie hungrig sind.
Einer Polizeistreife, die die beiden Jungen am nächsten Morgen entdeckt, entkommen sie wiederum knapp. Uwe und Dschingis stehlen erneut ein Segelboot und machen sich damit wieder auf Tour. Es ist ihnen klar, dass sie beim nächsten Mal wohl geschnappt werden. Doch Uwe meint zuletzt: „Vielleicht nächstes Mal. Aber lieber nächstes Mal ’n Arsch voll kriegen als jetzt gleich. Denk doch mal logisch! Je länger wir wegbleiben, desto weicher werden die Alten. Und die vom Gericht.“
Zum Bild des Bootes vor der untergehenden Sonne wird ein Song Udo Lindenbergs eingespielt, dessen Refrain „Ich träume oft davon ein Segelboot zu klaun’ und einfach abzuhaun’…“ auch als Text eingeblendet wird. Dieses Motto erscheint ebenfalls auf dem Filmplakat.

## Diskussion zur Altersfreigabe
Der Arbeitsausschuss der FSK versagte dem Film in seiner Sitzung vom 24. März 1976 die Freigabe ab 12 Jahren. Hans Günther Pflaum verglich dazu Nordsee ist Mordsee in seinem Beitrag Realität ist bedenklich vom 26. April 1976 in der Süddeutschen Zeitung mit Prügelfilmen und Militärklamotten, die von der FSK ab 12 bzw. ab 6 Jahren freigegeben wurden. Der Nordsee-Film werde dagegen den 14-Jährigen vorenthalten, weil er die Wirklichkeit zeige und „wie man sich gegen Bestehendes zur Wehr setzen kann“. Das sei „keine pädagogische Entscheidung mehr, sondern eine politische.“
Hans-Christoph Blumenberg schrieb unter dem Titel Kinderfrei am 30. April 1976 einen kritischen Artikel in der Zeit. Die FSK verschließe mit ihren Vorstellungen von Jugendschutz die Augen vor der Wirklichkeit und huldige Idealen von vorgestern. Seine Vorwürfe gipfelten in der Frage: „Wer schützt uns vor einer Organisation, die immer noch und immer wieder politische Zensur betreibt, jetzt unter dem Deckmantel des Jugendschutzes?“
Nach der Sitzung des Hauptausschusses am 13. Mai 1976 gab der Rechtsausschuss der FSK als dritte Instanz den Film schließlich ab 12 Jahren frei. Am 21. Mai 1976 führte Die Zeit diesen Erfolg auf die Presseattacken unter ihrer Führung zurück.

## Kritiken
„Hark Bohms vierter Spielfilm (und zweiter Kinofilm) verarbeitet die miesen Lebensbedingungen, unter denen viele Heranwachsende der Arbeiter-Nachkriegsgeneration zu leiden hatten. Herausgekommen ist ein glaubhafter Abenteuerfilm, der das Lebensgefühl einer ohne Liebe aufwachsenden Jugend thematisiert – eine moderne Huckleberry-Finn-Geschichte“

„Originell und kritisch. In den letzten Jahren wurden Filme aus der Bundesrepublik Deutschland in vielen Ländern bekannt. Junge Filmregisseure wie Werner Herzog, Rainer Werner Fassbinder und Volker Schlöndorff hatten mit mehreren Filmen Erfolg auf internationalen Filmfestivals, zum Beispiel in Cannes und New York. Viele Preise gewannen zum Beispiel ihre Filme ‚Aguirre, der Zorn Gottes‘, ‚Angst essen Seele auf‘ und ‚Die verlorene Ehre der Katharina Blum‘. Außer diesen drei Prominenten gibt es noch eine ganze Reihe guter junger Regisseure. Man spricht sogar von einer ‚Welle der Jungfilmer‘ in der Bundesrepublik Deutschland. Ihre Filme verarbeiten kritisch menschliche und soziale Probleme, zeigen viel Originalität und sind außerdem gut fotografiert. Auch Hark Bohm, der Autor und Regisseur des Films ‚Nordsee ist Mordsee‘ gehört zu den Jungfilmern, obwohl er schon 39 Jahre alt ist.“

„Die Sonntagsnachmittags-Phantasie eines Blankeneser Bürgerkindes flirtet vergeblich mit der Realität von Proletenkindern, die sich Trance und Träume gar nicht leisten können, weil sie in ihrer Wirklichkeit damit ganz einfach auf die Fresse fallen würden.“

## Trivia
Die Drehorte aus dem Sommer 1975 befinden sich überwiegend in der heute als „Bahnhofsviertel Wilhelmsburg“ bezeichneten Großwohnsiedlung, östlich der S-Bahn-Haltestelle Wilhelmsburg sowie am Veringkanal, einem Stichkanal vom Reiherstieg. Uwes Familie wohnt im Hochhaus Neuenfelder Straße 86. In mehreren Einstellungen sind auch der Flakturm auf dem Rotenhäuser Feld, die Maximilian-Kolbe-Kirche, die Bonifatiuskirche und der danebenliegende Wasserturm Groß Sand zu sehen. Der große Spielplatz musste im Zuge des Baus der S-Bahn-Haltestelle Wilhelmsburg 1983 und der damit einhergehenden städtebaulichen Umgestaltung mit dem Busbahnhof und dem Einkaufszentrum weichen. Diese Stelle wurde im Rahmen der Internationalen Bauausstellung Hamburg zum Teil der neuen Mitte des Stadtteils umgestaltet.
Die Darstellerin der Mutter von Dschingis ist auch die leibliche Mutter des Schauspielers Dschingis Bowakow.